# World Traveler
World Traveler è un film del 2001 diretto da Bart Freundlich.
È un film drammatico statunitense e canadese con Billy Crudup, Julianne Moore e Francie Swift. È incentrato sulle vicende di un trentenne newyorkese che un giorno si allontana lasciando la moglie e il figlio piccolo e incontra una serie di personaggi insoliti.

## Produzione
Il film, diretto e sceneggiato da Bart Freundlich, fu prodotto da Howard Bernstein, Bart Freundlich e Tim Perell per la Alliance Atlantis Communications, la Eureka Pictures, la IFC Productions e la Process Productions e girato a Birmingham e Vestavia Hills in Alabama, Enterprise e Pacific City in Oregon e Pensacola in Florida con un budget stimato in 2.000.000 di dollari.

## Distribuzione
Il film fu distribuito negli Stati Uniti nel 2001 in VHS dalla Columbia TriStar Home Video.
Alcune delle uscite internazionali sono state:
- in Francia il 5 settembre 2001 (Deauville Film Festival)
- in Canada il 9 settembre 2001 (Toronto International Film Festival)
- in Italia il 29 ottobre 2001 (MIFED)
- negli Stati Uniti il 17 gennaio 2002 (Sundance Film Festival)
- negli Stati Uniti il 19 aprile 2002 (New York City)
- negli Stati Uniti il 19 aprile 2002 (Los Angeles, California)
- in Brasile (Cidadão do Mundo, in TV)
- in Turchia (Gezgin, in DVD)

## Critica
Secondo Leonard Maltin il film è "a tratti interessante ma nel complesso deludente" e la rivelazione finale risulta ovvia.